# Michael Trevino
Michael Anthony Trevino (Montebello, Califórnia, 25 de Janeiro de 1985), mais conhecido pelo nome artístico de Michael Trevino é um ator estadunidense de origem mexicana. Ele é mais conhecido internacionalmente por interpretar o lobisomem "Tyler Lockwood" na série de televisão "The Vampire Diaries" da The CW.

## Biografia
Trevino nasceu na cidade de Los Angeles nos Estados Unidos, mas ele foi criado em Montebello na Califórnia, e mais tarde se mudou para Valencia, também no estado da Califórnia.
Sua mãe é uma cidadã originária da cidade de Zacatecas, no México, e o seu pai nasceu na cidade de Fresno na Califórnia, filho de um casal de imigrantes mexicanos.

## Carreira de ator
Michael fez o papel de "Jackson Meade", herdeiro de Meade Milk, no filme de Disney Channel, Cow Belles Belas e Mimadas, junto as irmãs Alyson Michalka e Amanda Michalka. Também atuou em várias séries de televisão Cold Case, Without a Trace, Bones, e Commander In Chief. Foi visto em Not Another Teen Movie com uma participação especial. Michael teve um pequeno papel na série Charmed no oitavo episódio da temporada, "Malice in Wonderland", como Alistair.
Recentemente foi convidado para atuar em The Riches da FX, fazendo o estudante secundário Brent, em quatro episódios da história em sua primeira temporada, e apareceu no terceiro episódio da segunda temporada. Michael também atuou com o papel de "Jaime Vega" na série Cane, no ano de 2007.
Michael Trevino, foi escolhido entre muito para ser o personagem "Ozzie", um estudante do ensino médio da West Beverly Hills High School, para a série de televisão 90210.
A partir de 2009, Trevino estrelou como o lobisomem problemático Tyler Lockwood na série de televisão "The Vampire Diaries", exibida pelo canal de The CW dos Estados Unidos; posteriormente o seu personagem é transformado em um híbrido de lobisomem-vampiro, pelo sangue de Klaus Mikaelson (interpretado por Joseph Morgan). O seu personagem faz curtos par romântico com Kayla Ewell, Candice King e Penelope Mitchell.
No final de 2013, ele foi confirmado para aparecer com o mesmo personagem em um papel recorrente na primeira temporada da série de televisão "The Originals", um spin-off de The Vampire Diaries, figurando esse o primeiro crossover entre as séries. 
Em 07 de abril de 2015, foi anunciado oficialmente a saída de Michael Trevino do elenco principal de "The Vampire Diaries" depois do final da sexta temporada, assim como a saída da atriz Nina Dobrev. Mais tarde, o ator foi confirmado em uma futura participação na sétima temporada da série.

## Relacionamentos
Em 2011, Michael começou a namorar com a também atriz Jenna Ushkowitz. O namoro terminou em meados de 2014, após mais de três anos juntos.

## Filmografia
| Ano       | Título                         | Papel           | Notas |
| --------- | ------------------------------ | --------------- | --- |
| 2019-2022 | Roswell, New Mexico            | Kyle Valenti    | Televisão; elenco regular                                                                                    |
| 2013      | The Originals                  | Tyler Lockwood  | Televisão; participação: "Bloodletting" (S1E7) e em "The River in Reverse" (S1E8)                            |
| 2010      | The Factory                    | Tad             | Filme |
| 2009-2017 | The Vampire Diaries            | Tyler Lockwood  | Televisão; Elenco regular (1ª, 2ª, 3ª, 4ª, 5ª e 6ª temporada) Elenco convidado (7ª temporada e 8ª temporada) |
| 2009      | CSI: NY                        | Gavin Skidmore  | Televisão |
| 2009      | The Mentalist                  | Brandon Fulton  | Televisão |
| 2009      | Love Finds a Home              | Joshua          | Filme |
| 2009      | CSI: Crime Scene Investigation | Dave Henkel     | Televisão |
| 2008      | Austin Golden Hour             | Jake            | Televisão |
| 2008      | 90210                          | Ozzie Cardoza   | Televisão |
| 2007-2008 | The Riches                     | Brent           | Televisão |
| 2007      | Cane'                          | Jaime Vega      | Televisão |
| 2006      | Bones                          | Graham Hastings | Televisão |
| 2006      | CSI: Miami                     | Matthew Batra   | Televisão |
| 2006      | Cold Case                      | Zach            | Televisão |
| 2006      | Without a Trace                | Carter Rollins  | Televisão |
| 2005-2006 | Commander in Chief             | Kevin           | Televisão |
| 2006      | Cow Belles                     | Jackson Meade   | Filme |
| 2005      | Charmed                        | Alastair        | Televisão |
| 2005      | Summerland                     | Tim Bowser      | Televisão |